# Белоруската гара
„Белоруската гара“ (на руски: Белорусский вокзал) е съветски игрален филм от 1970 година на режисьора Андрей Смирнов. Премиерата на филма е на 30 април 1971 година.
Героите на филма се разделят на Белоруската гара в Москва, когато се прибират от Отечествената война, през лятото на 1945 г. След близо четвърт век те се срещат отново на нея, за да отидат на погребението на другар от военните години.
Филмът е известен с песента на Булат Окуджава „Нам нужна одна победа“ („Здесь птицы не поют“ или „Десятый наш десантный батальон“), създадена специално за него. Във филма я изпълнява Нина Ургант (в ролята на медицинската сестра Рая), а на края на филма музикалната тема се повтаря в оркестров аранжимент на Алфред Шнитке, без думи.

## Cюжет
Внимание:  Текстът по-долу разкрива сюжета на произведението (или части от него)!
Войници, служили в един полк, се разделят на гарата през лятото на 1945 г. Последният път, когато се събират, е на рождения ден на бившия им командир Валентин Матвеев на 27 септември 1946 г. Повече от двадесет години по-късно те се срещат отново, за да изпратят Матвеев в последния му път. Болезнените сцени на погребението не им позволяват да почетат адекватно другаря от фронтовата линия.
И четиримата приятели, един от които е станал директор на московски завод, другите – главен счетоводител, журналист от Калининград и прост механик на комунални мрежи – постоянно разсеяни от служебните и ежедневните си проблеми, пътуват из Москва в търсене на място, където да седят тихо и да говорят. Оказвайки се в различни ситуации, героите на филма си припомнят военното братство и взаимопомощта, показват дълбоки черти на характерите и, въпреки миналите години, все още са верни на приятелството от фронтовата линия. Образът на покойния им командир, невидимо присъстващ в картината, продължава да им служи като морален ориентир.
В края на филма те се събират в къщата на някогашната батальонна медицинска сестра. Поразена от новината за смъртта на Матвеев, тя намира сили да изпее любимата им песен – за тяхната военна част, 10-и десантен батальон на 1-ви белоруски фронт.
Филмът ясно показва контраста между чувствата, мислите и мотивите на фронтовите войници и техните по-млади съвременници. В него няма нито една батална сцена, действието се развива четвърт век след Победата, а изстрели се чуват само на гробището по време на прощалния салют. Но филмът на Андрей Смирнов е единодушно признат за едно от най-добрите произведения за Великата отечествена война.

## Създатели
- Сценарист – Вадим Трунин
- Постановчик – Андрей Смирнов
- Главен оператор – Павел Лебешев
- Главен художник – Владимир Коровин
- Звукорежисьор – Ян Потоцки
- Песен „Нам нужна одна победа“ („Здесь птицы не поют“), написана от Булат Окуджава, оркестров аранжимент от Алфред Шнитке
- Редакция Валерия Белова
- Костюмите на Алина Будникова
- Режисьор на картината – Алексей Стефански

## Актьорски състав
- Раиса Куркина е вдовицата Лидия Матвеева, съпруга на бившия командир Матвеев
- Евгений Леонов – Иван Приходко, монтьор в комуналните мрежи, бивш командир на разузнавачите
- Анатоли Папанов – Николай Иванович Дубински, главен счетоводител, бивш радист
- Алексий Глазирин – Виктор Сергеевич Харламов, директор на завод, бивш командир на сапьорна рота
- Всеволод Сафонов – Алексей Константинович Кирюшин, журналист, бивш миньор-разрушител
- Нина Ургант – Рая, бивша фронтова медицинска сестра
- Людмила Аринина – лекар
- Любов Соколова – съпруга на Иван Приходко
- Маргарита Терехова – Наталия Шипилова
- Юрий Волинцев – полицай
- Валентина Ананьина – Катя